# Forêt de Rihault-Clairmarais

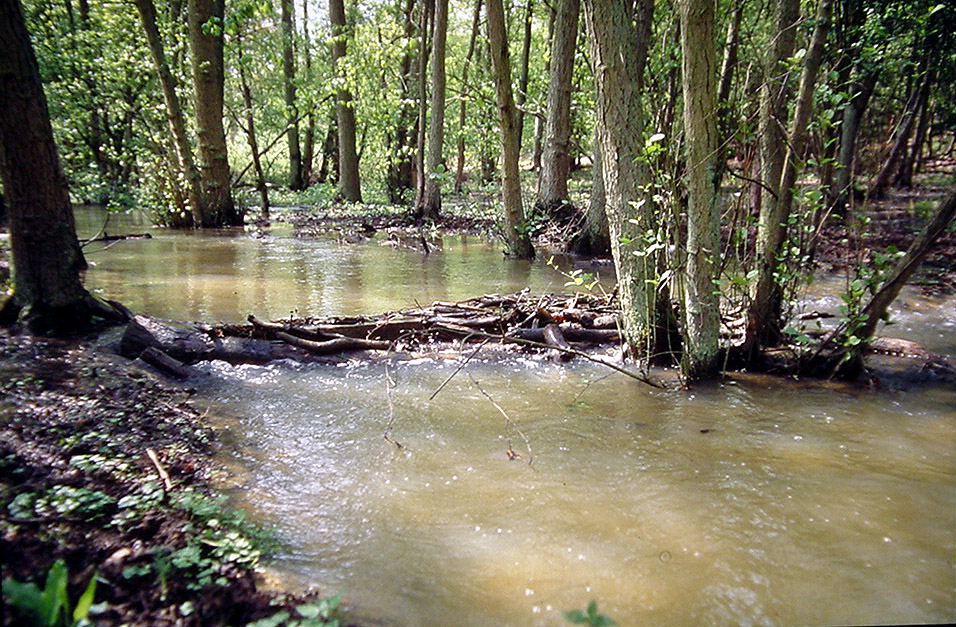
Waterpartij in het bos

Het Forêt de Rihault-Clairmarais is een domeinbos in het departement Pas-de-Calais. Het bevindt zich ten oosten van de stad Sint-Omaars en ten zuidoosten van het dorp Clairmarais. Het is onderdeel van het Parc naturel régional des caps et marais d'Opale.
Het bos omvat 1200 ha en is daarmee een der grotere boscomplexen in het noorden van Frankrijk.

## Etymologie
De naam Rihault komt van ri (waterloop) en hault (holt of bos). Clairmarais duidt op een moerassige omgeving, waarbij claire staat voor plassen en vijvers.

## Geschiedenis
Het bos maakte in de Romeinse tijd deel uit van het immense kolenwoud. In de 9e eeuw begon de ontginning door de monniken van de Abdij van Sint-Bertinus te Sint-Omaars. Het moerasgebied werd enigszins ontwaterd door de aanleg van een slotenstelsel (watergangs), welke het water afvoerden via de Aa. Er zijn tegenwoordig nog 160 km van deze sloten over. In de 11e eeuw werd het Canal de Neuffossé aangelegd, en via dit kanaal kon ook water naar de Leie worden afgevoerd.
Het woud heeft tot schuilplaats gediend tijdens de invallen van de Vikingen, was het toneel van veldslagen tussen Fransen en Vlamingen, en veldslagen in het kader van de Honderdjarige Oorlog. Ook verschafte het werk aan kolenbranders, houthakkers en houtzagers.
Het bos is geklasseerd als Natura 2000-gebied. In het bos bevinden zich een aantal vijvers, waaronder de Étang d'Harchelles, nog door de monniken gegraven.